# Lokryda

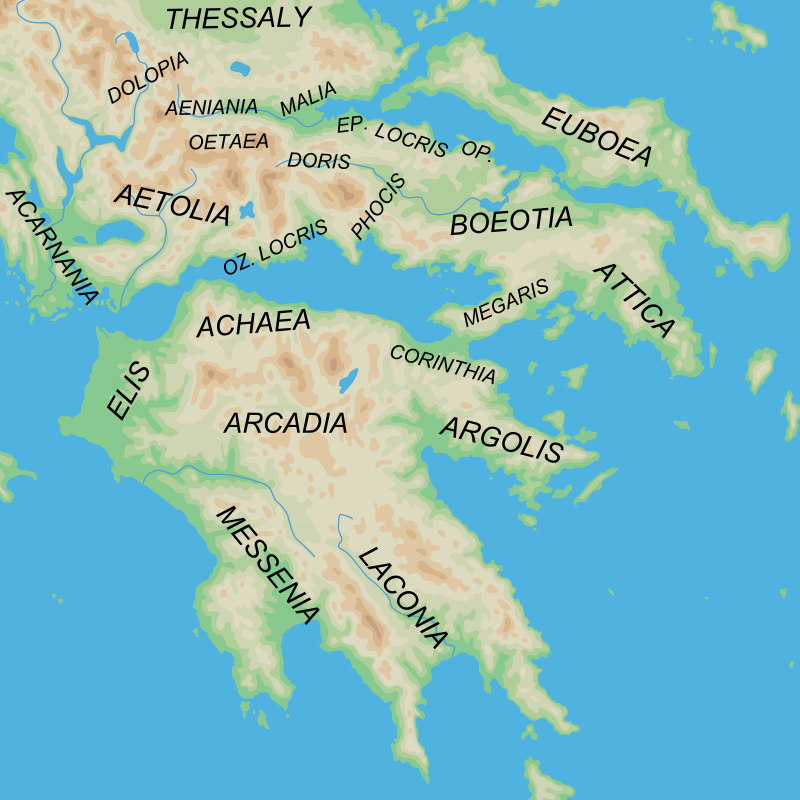
Położenie Lokrydy wśród krain starożytnej Grecji

Lokryda (stgr. Λοκρίς Lokris, ngr. Λοκρίδα Lokrida) – kraina historyczna w środkowej Grecji, współcześnie w granicach prefektury Fokida (do końca 2010 roku). 
Nazwa wywodzona od mitycznego Lokrosa, prawnuka Amfitriona. Jej mieszkańcy byli z pochodzenia Dorami, lecz ich dialekt (znany dziś jako greka północno-zachodnia) używany był również przez inne ludy zamieszkujące zachodnie pobrzeża Zatoki Korynckiej.   
Rozczłonkowana kraina była podzielona na:
- Lokrydę Ozolską (zachodnią) – położoną między Etolią, Dorydą, Fokidą i Zatoką Koryncką. Główne miasta to Naupaktos, Antikyra oraz Amfisa, z jej żyzną nadbrzeżną równiną, i z Platanios jako główną rzeką tej krainy;
- Lokrydę Epiknemidejską – pomiędzy Fokidą a Zatoką Meliakon, z głównym miastem Skarfe; na jej terytorium znajdował się historyczny wąwóz termopilski;
- Lokrydę Opuncką (wschodnią) – rozłożoną wzdłuż wybrzeża Zatoki Eubejskiej, wnymi miastami były Opus, Kynos i Larymna[1][3]. Rządzona przez oligarchię złożoną z tysiąca obywateli, miała wyższy od pozostałych poziom rozwoju. Wypuszczano tam w IV w. p.n.e. własne monety i stamtąd wysłano kolonistów – założycieli bliźniaczych Lokrów na południu Italii[2].

W Lokrydzie szczególnie długo przetrwał ustrój matriarchalny, co uwidocznione jest w niektórych pochodzących stamtąd mitach, np. o Pandorze czy Deukalionie i Pyrze. W życiu publicznym wyrazem tego było zachowanie przez tamtejsze kobiety przywilejów ekonomicznych i kultowych, co z kolei miało wpływ na większą swobodę obyczajową.
Odrębnym geograficzne i historycznie organizmem były Lokry Epizefyryjskie (gr. Λοκροί Ἐπιζεφύριοι Lokroí Epizephýrioi, łac. Locri Epizephyrii), czyli Zachodnie (bądź Italskie), kolonia założona w VII wieku p.n.e. przez mieszkańców wschodniej Lokrydy jako jedno z najstarszych miast greckich w południowej Italii.